# Akjoujt

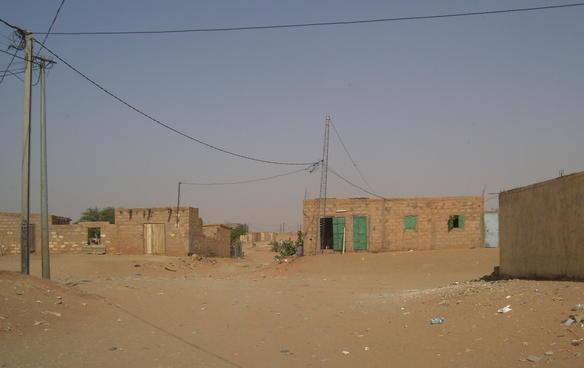
Akjoujt, 2006

Akjoujt (arabiska: أكجوجت, tidigare: Fort Repoux) är en stad i regionen Inchiri i västra Mauretanien. Staden är huvudstad i regionen Inchiri. Den hade 12 825 invånare (2013). Landets president, Muhammad Ould Abdel Aziz kommer från staden.
Staden var på 1970-talet känd för kopparbrytning men som idag har ersatts av annan gruvdrift.